# فرودگاه کینیبا
فرودگاه کینیبا (به انگلیسی: Kéniéba Airport) یک فرودگاه همگانی با کد یاتا KNZ است . این فرودگاه در کشور مالی قرار دارد و در ارتفاع ۱۳۷ متری از سطح دریا واقع شده است.